# コートールド・ギャラリー
コートールド・ギャラリー (Courtauld Gallery) とは英国ロンドンのウェストミンスター地区にある美術館。厳密にはロンドン大学附属コートールド美術研究所 (Courtauld Institute of Art) の美術館であり、サマセット・ハウス内に設けられている。比較的小規模なギャラリーであるが印象派や後期印象派のコレクションは非常に質が高い。

## 概要
1932年に実業家のサミュエル・コートールドのコレクションを元に設立された。コートールドは印象派・後期印象派を中心に収集していた。その後いくつかの個人コレクションを加えて現在の形となった。
サマセット・ハウスの中庭にはアイススケートリンクがあり冬にはスケートを楽しむことが出来る。

## 所蔵作品
- マネ 『フォリー・ベルジェールのバー』
- ポール・セザンヌ "Tall Trees at the Jas de Bouffan"
- オーギュスト・ルノワール『桟敷席』
- ゴッホ『耳を切った自画像』
- ロベール・ドローネー "The Runners"
- 他に、ルーベンス、モディリアーニ、カンディンスキー、マネ、ロートレックなどもある。また、ドガによるブロンズ像も多数所蔵している。

## ギャラリー

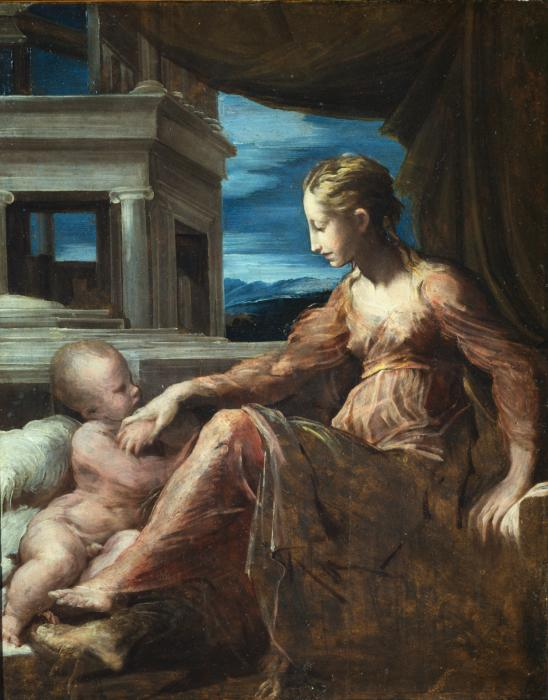
『聖母子』(1525-1527) パルミジャニーノ
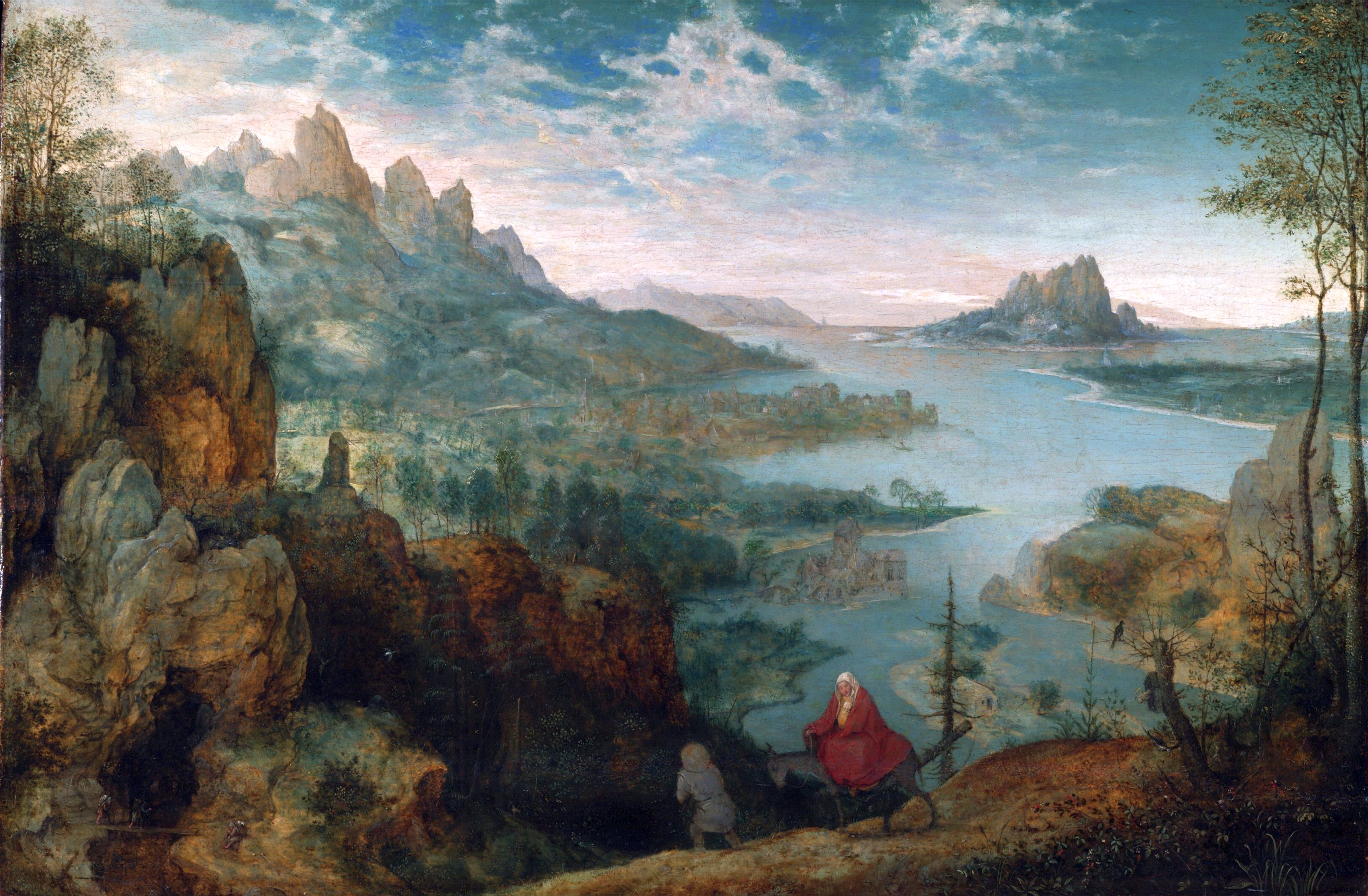
『エジプトへの逃避途上の風景』(1562) ピーテル・ブリューゲル
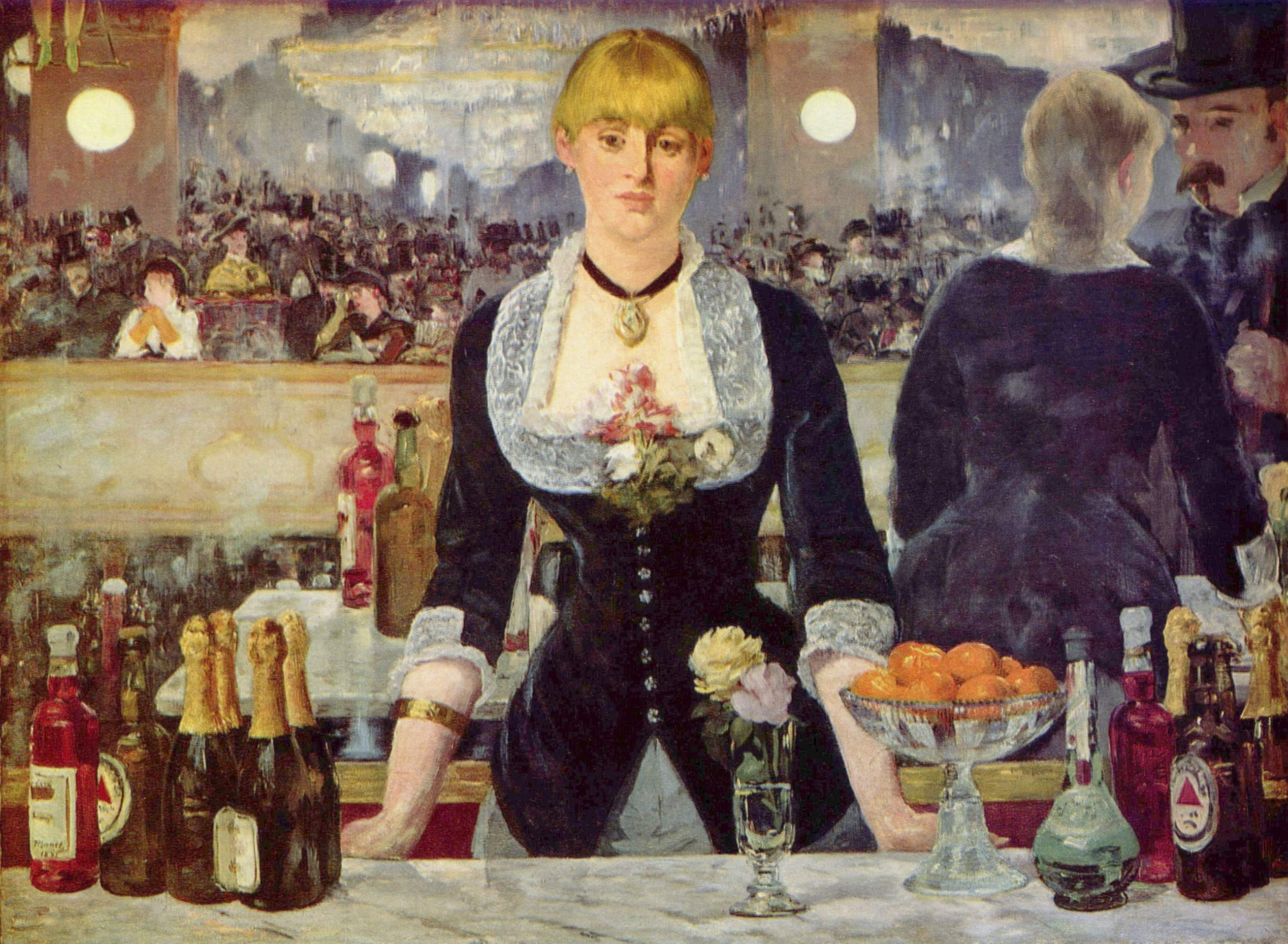
『フォリー＝ベルジェールのバー』(1882) エドゥアール・マネ
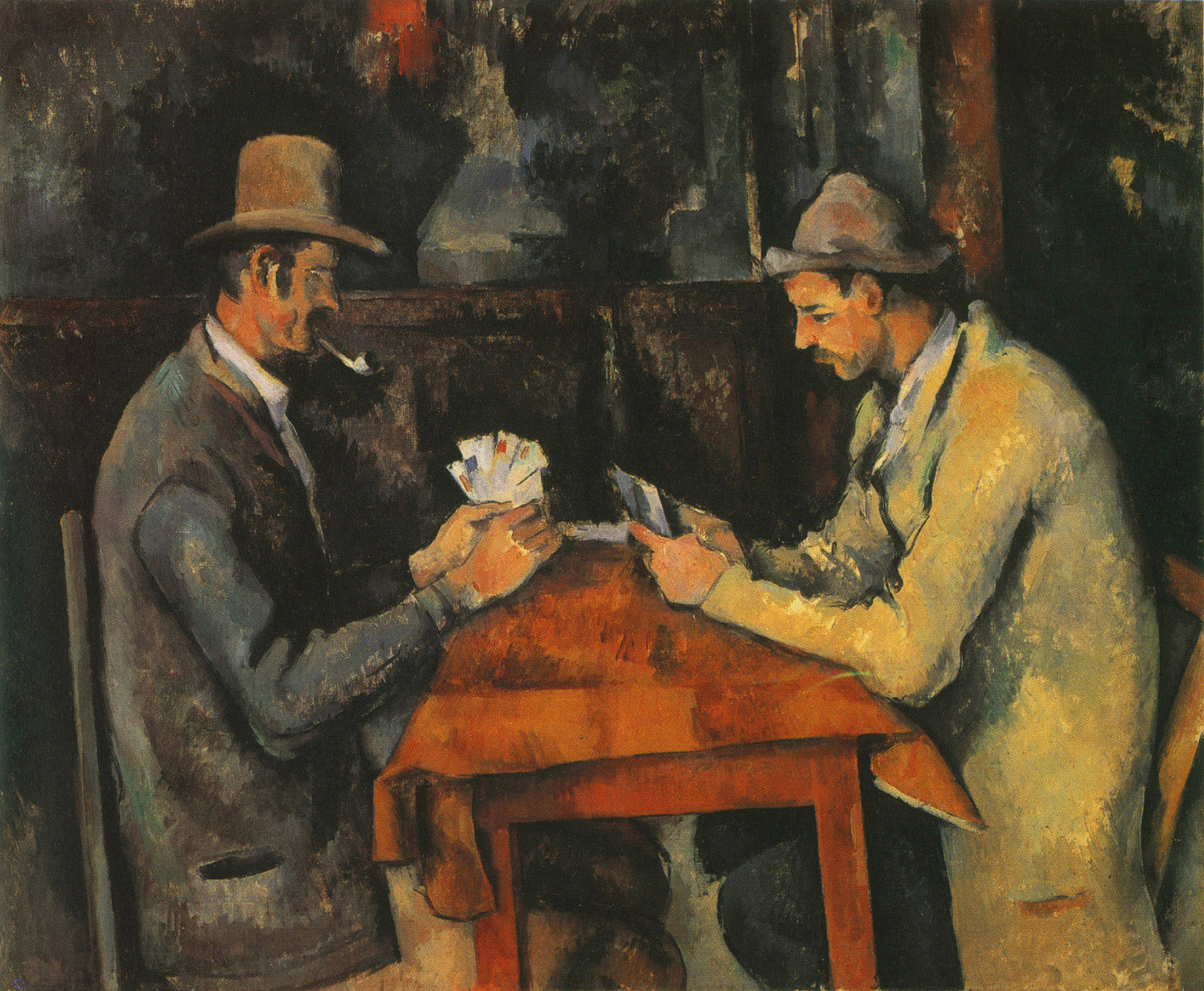
『カード遊びをする人々』 (1892-95) ポール・セザンヌ
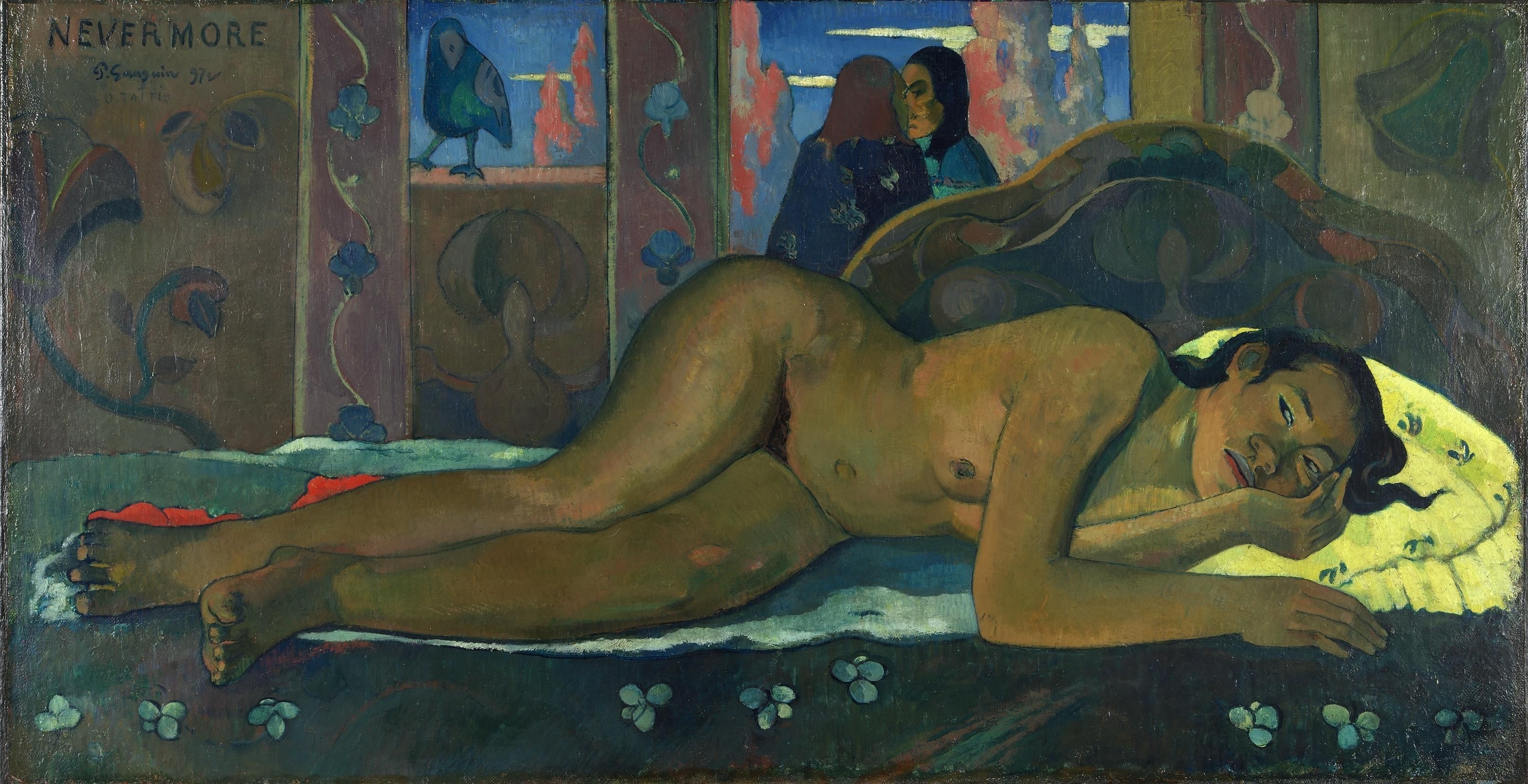
『ネヴァモア』(1897) ポール・ゴーギャン
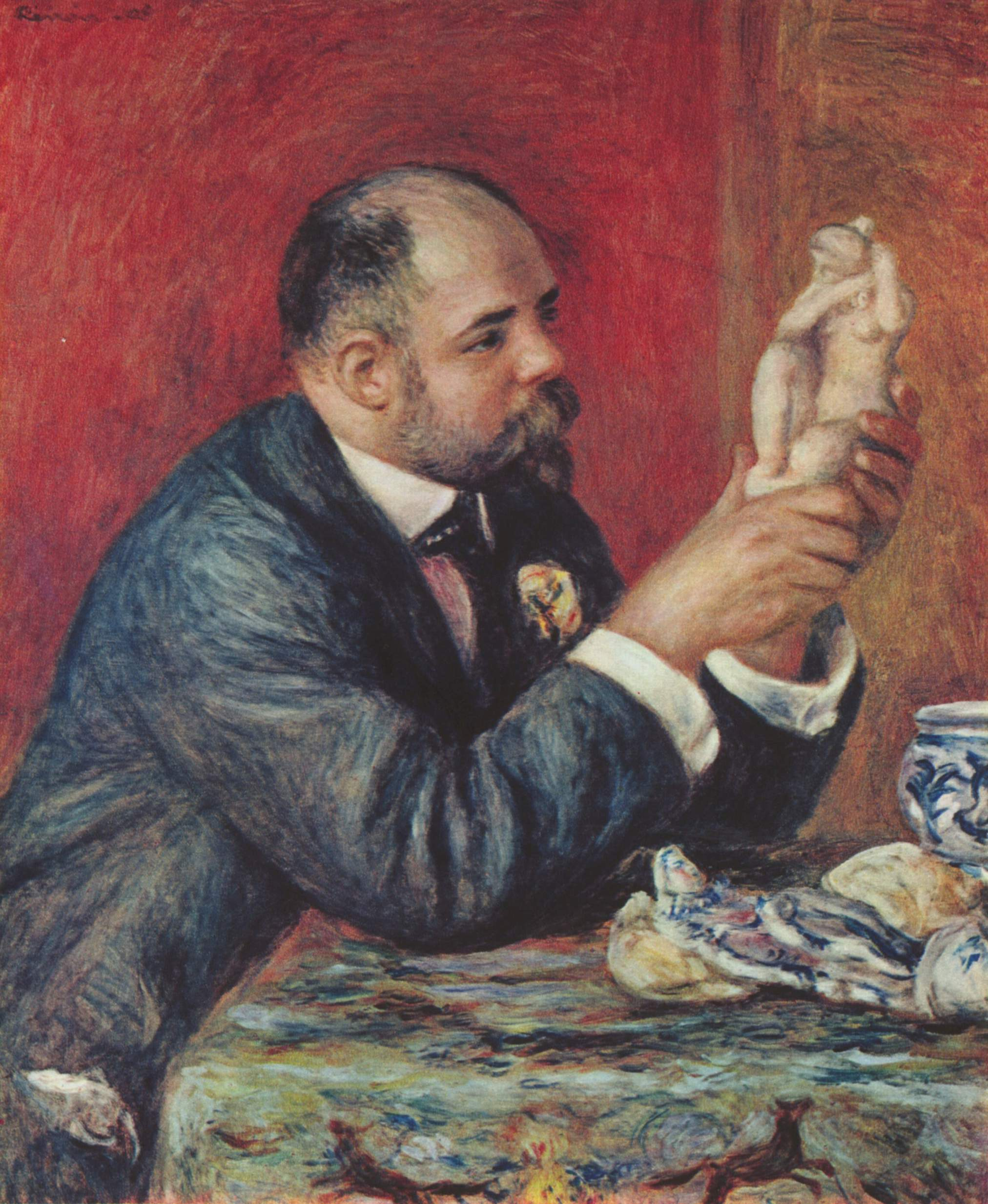
『アンブロワーズ・ヴォラールの肖像』(1901) ピエール＝オーギュスト・ルノワール
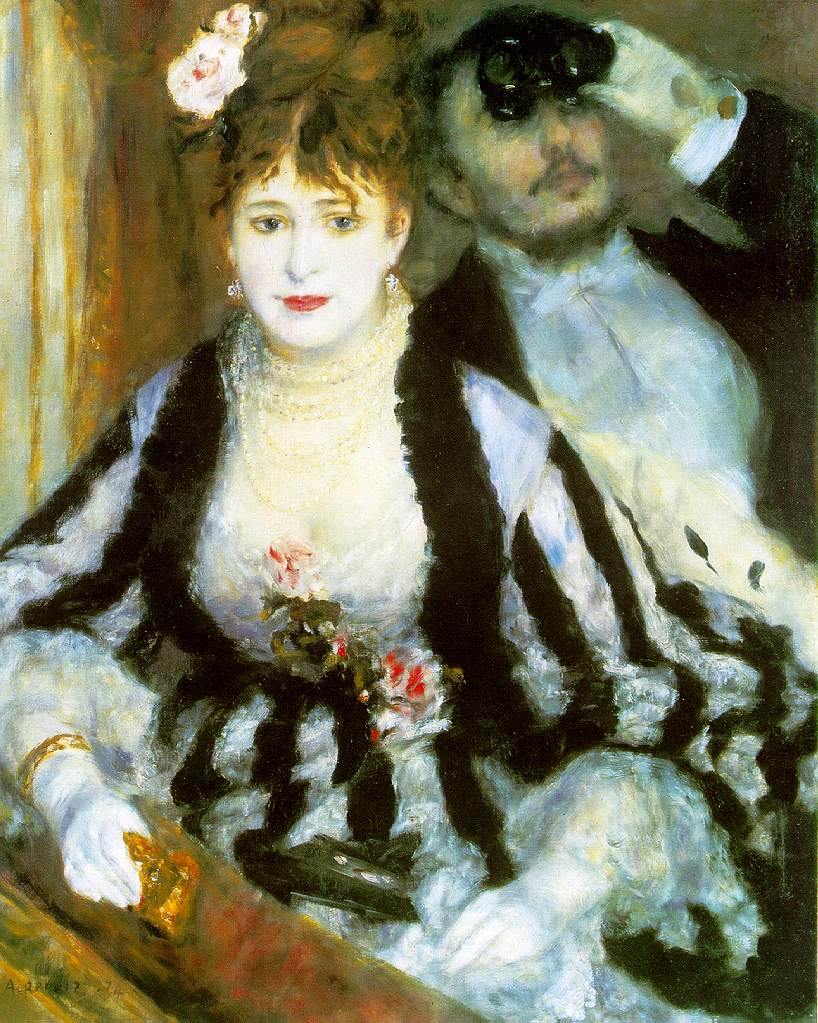
『桟敷席』(1874年)　ピエール＝オーギュスト・ルノワール

## 所在地
- Somerset House, Strand, London WC2R 0RN
- 地下鉄テンプル駅、又は　エンバンクメント駅から徒歩10分。コヴェント・ガーデンから徒歩約15分。